# Guide-RNA

Schematische weergave van de structuur van single guide RNA, gebonden aan een target DNA-sequentie, gecomplexeerd met Cas9 (bestaande uit REC en NUC)

Single guide RNA (sgRNA), ook wel guide-RNA, is een kort RNA-molecuul dat dient als 'gids' om Cas-eiwitten naar een specifieke plek in het dubbelstrengs DNA te sturen. Guide-RNA maakt deel uit van het CRISPR-systeem in bacteriën en archaea, die het guide RNA gebruiken om lichaamsvreemd genetisch materiaal te herkennen en te vernietigen. In samenwerking met Cas9 bindt het guide-RNA zich aan een specifieke sequentie in het genoom, op basis van complementaire basenparing, en zorgt ervoor dat het DNA op die plaats doorgeknipt en gewijzigd wordt.
In een experimentele setting wordt het guide RNA door de onderzoeker ontworpen om de gewenste DNA-sequentie te herkennen. Het deel dat specifiek aan het dubbelstrengs DNA bindt komt overeen met 20 nucleotiden aan het 5'-eind van het guide-RNA. De gewenste sequentie moet altijd (downstream) naast een zogenaamde PAM-sequentie liggen, deze korte sequentie nodig is voor het Cas-eiwit om de knip te maken.

## Structuur in CRISPR/Cas
Een single guide RNA-construct bevat globaal twee belangrijke regio's: CRISPR RNA (crRNA) en trans-activating crRNA (tracrRNA). Het crRNA-deel is verantwoordelijk voor binding aan het target DNA, en het tracrRNA-deel is verantwoordelijk voor de activatie van de Cas9-endonuclease. Deze twee componenten zijn verbonden door een korte tetraloopstructuur. De vouwing is nodig voor interactie met Cas9. Modificaties in de crRNA-sequentie veranderen de bindingslocatie van het CRISPR/Cas-complex. Dit is de basis van de CRISPR-technologie.